# クジャクスッポン
クジャクスッポン（孔雀鼈、学名：Aspideretes hurum）は、スッポン科インドスッポン属に分類されるカメ。

## 分布
インド東部、バングラデシュのガンジス川、ブラマプトラ川水系

## 形態
最大甲長60cm。背甲は卵型で暗緑色。
幼体の背甲は円形で4-6個の明色で縁取られた眼状斑、外縁に黄色い斑点が入る。和名や英名はこの眼状斑に由来すると思われる（peacock＝オスのクジャク）。また頭部に暗色の網目模様や明色の斑紋が入る。これらの斑紋は成長に伴い不鮮明になる。

## 生態
河川、湖、池沼等に生息する。
食性は動物食傾向の強い雑食で、魚類、両生類、昆虫類、甲殻類、貝類、水草等を食べる。
繁殖形態は卵生。

## 人間との関係
生息地では食用とされることもある。食用やペット用の乱獲により生息数は激減している。そのためワシントン条約附属書Iに掲載され商業用の取引は禁止されている。